# High Water Everywhere
High Water Everywhere ist ein Bluessong von Charley Patton, der unter den Eindrücken der Großen Mississippiflut von 1927 entstand und 1929 im Dorf Grafton, Wisconsin bei Paramount Records aufgenommen wurde. Da die Laufzeit von Platten damals noch stark beschränkt war, nahm Patton seinen Song in zwei Teilen auf, die mit je etwa drei Minuten Länge als A- und B-Seite vermarktet wurden.
2001 veröffentlichte Bob Dylan auf seinem 31. Studioalbum “Love and Theft” den Song High Water (For Charley Patton) als Hommage an Pattons Song.